# Großsteingrab Horserød Hegn 4
Das Großsteingrab Horserød Hegn 4 ist eine megalithische Grabanlage der jungsteinzeitlichen Nordgruppe der Trichterbecherkultur im Kirchspiel Tikøb in der dänischen Kommune Helsingør.

## Lage
Das Grab liegt im Norden des Waldgebiets Horserød Hegn. In der näheren Umgebung gibt bzw. gab es zahlreiche weitere megalithische Grabanlagen.

## Forschungsgeschichte
In den Jahren 1884 und 1942 führten Mitarbeiter des Dänischen Nationalmuseums Dokumentationen der Fundstelle durch.

## Beschreibung
Die Anlage besaß eine nordnordost-südsüdwestlich orientierte rechteckige Hügelschüttung mit einer Länge von etwa 9 m und einer Breite von 6 m. Von der Umfassung sind 18 Steine erhalten: sieben aufrecht stehende und elf umgekippte. Etwa 3,5 m vom nordnordöstlichen Ende des Hügels entfernt befinden sich die Reste einer Grabkammer, die wohl als Dolmen anzusprechen ist. Sie ist ostsüdost-westnordwestlich orientiert. Zu den Maßen und der Anzahl der Steine liegen keine Angaben vor.